# 党湾镇

党湾镇，中国浙江省杭州市萧山区下辖的一个镇。辖区总面积32.73平方公里，总人口4.1万。

## 辖区
党湾镇辖有：
- 社区(1)：卫东桥社区；
- 行政村(17)：大西村、裕民村、德北村、老埠头村、团结村、曙光村、新梅村、新前村、梅东村、永安村、永乐村、先锋村、红界村、庆丰村、幸福村、勤联村、镇中村。